# Buthus duprei
Espèce
Buthus duprei est une espèce de scorpions de la famille des Buthidae.

## Distribution
Cette espèce est endémique de l'État de Mer Rouge au Soudan. Elle se rencontre vers Port-Soudan.

## Étymologie
Cette espèce est nommée en l'honneur de Gérard Dupré.

## Publication originale
- Rossi & Tropea, 2016 : « A complementary study on the genus Buthus Leach, 1815 in Sudan with the description of a new species (Scorpiones: Buthidae). » Aracnida - Rivista Arachnologica Italiana, vol. 8, no 2, p. 24-31.